# 丘斯奇
丘斯奇（西班牙語：Chuschi）是秘鲁阿亚库乔大区坎加约省丘斯奇区的一个城镇。1980年5月17日，秘鲁共产党 (光辉道路)在此烧毁投票箱，开始反对秘鲁政权的战争。1991年3月14日，政府军在此制造了丘斯奇惨案。